# 31

31(삼십일)은 30보다 크고 32보다 작은 자연수이다.

## 수학
- 11번째 소수(素數)다. 앞의 소수는 쌍둥이 소수인 29, 다음 소수는 37이다.
  - 3번째 메르센 소수다. 앞의 메르센 소수는 7, 다음은 127이다.
  - 5번째 슈퍼 소수로, 31의 소수 순번인 5도 소수다. 앞의 슈퍼 소수는 17, 다음은 41이다.
  - 거꾸로한 숫자 13도 소수다.
- 5번째 메르센 수로, 2의 5제곱에서 1을 뺀 수다.
- 10번째 펜타나치 수다. 앞의 펜타나치 수는 16, 다음은 61이다.
- 5번째 중심있는 삼각수다. 앞의 중심있는 삼각수는 19, 다음은 46이다.
- 4번째 중심있는 오각수다. 앞의 중심있는 오각수는 16, 다음은 51이다.
- {\displaystyle 31=7+11+13}
  - 연속하는 세 소수(素數)의 합으로 나타낼 수 있으며, 이 성질을 지닌 앞의 수는 23, 다음 수는 41이다.

## 과학
- 갈륨(Ga)의 원자번호.
- NGC 31: 봉황자리 방향에 있는 나선은하.

## 교통
- 고속도로
  - 유럽 고속도로 31호선(영어판): 네덜란드 로테르담에서 독일 호켄하임(영어판, 독일어판)까지 이어지는 유럽 고속도로.
  - 아우토반 31호선: 독일의 고속도로.
- 국도 제31호선
  - 대한민국 31번 국도: 부산광역시 기장군 일광읍에서 강원특별자치도 양구군까지 이어지는 대한민국의 국도.
  - 일본 31번 국도: 히로시마현 아키군 가이타정에서 구레시까지 이어지는 일본의 국도.
- 기타 도로
  - 현도 제31호선

## 군사
- U-31: 독일의 군용 잠수함. 제1차 세계 대전에 사용된 1914년제 모델(영어판)과 제2차 세계 대전에 사용된 1936년제 모델(영어판)이 있다.

## 문화유산
- 대한민국의 국보 제31호: 경주 첨성대
- 대한민국의 보물 제31호: 남원 만복사지 석조대좌
- 대한민국의 사적 제31호: 경주 감은사지

## 방송
- 스카이라이프의 롯데원TV 채널 번호.
- 지니 TV의 MBC 드라마넷 채널 번호.
- U+ TV의 KBS 드라마 채널 번호.
- KT HCN의 GS마이샵 채널 번호.

## 스포츠
- 최근까지 올림픽은 총 31번 열렸다.
- 축구 국가대항전 세계 기록은 2001년에 오스트레일리아가 아메리칸사모아에 31-0 승리를 거둔 것이다.

## 작품
- 《31》(2016): 영국의 공포, 스릴러 영화.

## 기타
- 날짜: 3월 1일
  - 3·1 운동 (1919년)
- 연도: 31년, 기원전 31년
- 달력에서 7개의 공통으로 1월, 3월, 5월, 7월, 8월, 10월, 12월은 31일로 나타낸다. (총 217일)
  - 단, 달력에서 31일이 연속 있는 달은 7월, 8월이다.
- 슈베르트는 31세의 나이로 사망했다.
- 세종대왕의 재위기간은 31년이다.
- 시각집단31: 최재훈(미술가)의 영상제작 회사이며 미술작품 생산공장.
- 베스킨라빈스 31: 아이스크림도 브랜드.
  - 베스킨라빈스 31 게임